# Kriesow
Kriesow település Németországban, Mecklenburg-Elő-Pomeránia tartományban. Lakosainak száma 323 fő (2023. december 31.).

## Népesség
A település népességének változása:
| Lakosok száma | 300  | 303  | 305  | 322  | 323  |
|               | 2017 | 2019 | 2021 | 2022 | 2023 |